# Astragalus chordorrhizus
Astragalus chordorrhizus är en ärtväxtart som beskrevs av Aleksandr Andrejevitj Bunge. Astragalus chordorrhizus ingår i släktet vedlar, och familjen ärtväxter. Inga underarter finns listade i Catalogue of Life.